# Veronica Hamel
Veronica Hamel (ur. 20 listopada 1943 w Filadelfii) – amerykańska aktorka i modelka.

## Życiorys
Urodziła się w Filadelfii w rodzinie stolarza i gospodyni domowej. Po ukończeniu Temple University, rozpoczęła pracę jako sekretarka w firmie zajmującej się produkcją pokrowców na deski do prasowania. Niedługo potem, „odkryta” przez Eileena Forda, rozpoczęła pracę w modelingu. Również jako modelka zadebiutowała w filmie – był to Klute Alana J. Pakuli z 1971.
Veronica Hamel przeszła do historii światowej reklamy jako modelka, która wystąpiła w ostatniej reklamie telewizyjnej papierosów (były to „Virginia Slims”), wyemitowanej przez stację NBC 31 grudnia 1970 roku o godz. 23:59, na minutę przed oficjalnym zakazem ich reklamowania w USA.
Hamel zaczęła pojawiać się w serialach telewizyjnych w 1975. Odrzuciła propozycję zagrania roli Kelly Garrett w serialu Aniołki Charliego, a ostatecznie producent Aaron Spelling obsadził Jaclyn Smith. Były to głównie produkcje serialowe, z których najpopularniejsza – Posterunek przy Hill Street (1981-87) – przyniósł jej pięciokrotnie nominację do nagrody Emmy. O wiele lepiej została zapamiętana jako aktorka dużego ekranu. Zagrała w zaledwie kilku, lecz dość ówcześnie dosyć głośnych filmach kinowych – Wyścig gumowej kuli (1976), Po tragedii Posejdona (1979), Gdy czas ucieka (1980), Dbać o interes (1990).
Od 2010 nie występuje. W swojej wieloletniej karierze aktorskiej przyszło jej grać w filmach tak znanych reżyserów jak (m.in.): Irwin Allen, Alan Alda, Arthur Hiller. Występowała u boku tak znanych gwiazd światowego kina oraz telewizji jak: David Carradine, Sylvester Stallone, Michael Caine, Telly Savalas, Sally Field, Karl Malden, Shirley Jones, Jack Warden, Peter Boyle, Slim Pickens, Mark Harmon, Paul Newman, Jacqueline Bisset, William Holden, James Franciscus, Ernest Borgnine, James Belushi, Charles Grodin, Eddie Albert, Robert Wagner, Paul Michael Glaser, David Soul, James Garner, Sam Neill, David Duchovny, Bonnie Bedelia, Kim Delaney, Bruce Boxleitner, Michael Horse, Patrick Duffy, Linda Gray i in.

## Życie prywatne
W latach 1971–1981 była zamężna z aktorem Michaelem Irvingiem. Związek ten zakończył się rozwodem po 10 latach. Od tego momentu żadne inne jej związki i relacje osobiste nie są znane. Nie posiada potomstwa.

## Filmografia
- (1971) Klute – modelka
- (1975) Kojak – Elenora
- (1976) Starsky i Hutch – Marianne Tustin
- (1976) Cannonball – Linda Maxwell
- (1978) Starsky i Hutch – Vanessa
- (1979) Po tragedii Posejdona – Suzanne Constantine
- (1979) Dallas – Leanne Rees
- (1980) Gdy czas ucieka – Nikki Spangler
- (1987) Posterunek przy Hill Street – Joyce Davenport
- (1985) Kain i Abel – Kate Kane
- (1990) Dbać o interes – Elizabeth Barnes
- (1998) Dotyk anioła – sędzia Dolores Chaphin
- (2001) Babski oddział – komisarz Myrna Roberts
- (2001–2002) Wbrew regułom – sędzia Marjorie Brennan
- (2002–2003) Brygada ratunkowa – Beth Taylor
- (2004-2010) Zagubieni – Margo Shephard